# Hohenzollern/Krupp Typ Heerlen
Die Tenderlokomotiven Hohenzollern/Krupp Typ Heerlen wurden von der Lokomotivfabrik Hohenzollern als Industrielokomotiven konstruiert. Die Lokomotiven wurden von 1920 an gebaut. Nach dem Ende des Lokomotivbaues bei Hohenzollern wurden die Lokomotiven von der Lokomotiv- und Waggonbaufabrik Krupp bis 1939 weitergebaut. Es sind von Hohenzollern 14, von Krupp 6 gebaute Lokomotiven bekannt.
Sie waren bis 1972 in Betrieb und wurden dann ausgemustert und verschrottet.

## Geschichte und Technik

### Hohenzollern–Lokomotiven
Ihren Namen erhielten die Lokomotiven, weil die ersten gebauten Maschinen für die Nederlandse Staatsmijnen in Heerlen geliefert wurden. Die weiteren Lokomotiven kamen in der Nähe des Fertigungsortes von Hohenzollern zum Einsatz, bei der Stadt Crefeld, der Zeche Graf Moltke, der Zeche Minister Achenbach und der Zeche Prosper.
Die Lokomotiven verfügten über einen sehr starken Blechrahmen ohne Wassertank Die beiden seitlichen Wasserkästen waren weit nach vorn gerückt und hatten zur Verbesserung der Sichtverhältnisse eine Abschrägung. Während die ersten Lokomotiven für die Niederlande noch einen Ausschnitt für die Steuerungswelle besaßen, war dieser bei den späteren Lokomotiven nicht mehr vorhanden. Die dritte Achse war die Treibachse, ihre Spurkränze waren um 15 mm abgeschwächt. Zusätzlich waren für einen guten Bogenlauf die 2. und 4. Kuppelachse mit einem Seitenspiel von ±20 mm im Rahmen gelagert. Hinter dem Führerhaus war der Kohlenkasten der Lokomotive vorhanden.
Prägend für die Lokomotiven waren die zwei Sandkästen, die Verbindungsstange der Steuerung zur Schwinge und die wesentlich schwächere Ausführung der Halterung der Rauchkammer der Lokomotiven. Die Dampfmaschine wurde mit einer Heusinger-Steuerung gesteuert. Die Lokomotive besaß Flachschieber. Der Kreuzkopf wurde einschienig auf der Gleitbahn geführt.
Die Lokomotiven waren mit Wurfhebelbremse sowie indirekter Bremse von Knorr ausgerüstet. Abgebremst wurden alle Achsen einseitig von vorn. Die Luftpumpe saß neben der Rauchkammer rechts. Gesandet wurde jeweils die in Fahrtrichtung erste Achse von vorn. Zur Signalgebung dienten eine Dampfpfeife auf dem Führerhaus und ein vor dem Schornstein liegendes Läutewerk. Ursprünglich besaßen die Lokomotiven Petroleumbeleuchtung, später wurde diese durch eine elektrische Beleuchtung ersetzt. Der Turbogenerator saß neben dem Schornstein.

### Krupp–Lokomotiven
Die Nachbaulokomotiven von Krupp sind äußerlich fast gar nicht von den Hohenzollern-Loks zu unterscheiden, besaßen aber einige konstruktive Änderungen. Sie hatten eine geringere Verdampfungsheizfläche bei gleicher Rostfläche und waren dadurch etwas leistungsschwächer, außerdem etwas schwerer als die Hohenzollern-Lokomotiven.

## Einsatz
Die Lokomotiven haben ein Dienstalter von ungefähr 40 Jahren erreicht.

### Staatsmijnen Limburg
Die ältesten bekannten Lokomotiven mit den Fabriknummern 4068 bis 4070 wurden 1920 an die Staatsmijnen Limburg in Heerlen geliefert und als SM 19 bis SM 21 bezeichnet. Sie waren bis 1961 in Betrieb und wurden dann außer Dienst gestellt.

### Zeche Minister Achenbach
Bei der Zeche Minister Achenbach waren vier Lokomotiven eingesetzt: drei von Hohenzollern gebaute mit den Fabriknummern 4503, 4676 und 4690, sie trugen die Bezeichnungen 1II, 8 sowie 13 und eine von Krupp mit der Fabriknummer 1952 gebaute, sie trug die Bezeichnung 9. Die Hohenzollern 4676 und die Krupp 1952 waren am längsten im Dienst. Beide Lokomotiven wurden noch von der Ruhrkohle AG übernommen und wurden 1972 ausgemustert.

### Zeche Prosper
Die meisten Lokomotiven waren bei der Zeche Prosper eingesetzt: die Hohenzollern 4504 und 4603 sowie die Krupp 1157, 1399, 1491 und 1653, also insgesamt sechs Lokomotiven. Sie hatten mit den drei Schachtanlagen, der Zentralkokerei sowie der Ringbahn zum Hafen ein großes Betätigungsfeld. Sie wurden bereits bis 1969 ausgemustert.